# Coracina graueri
Coracina graueri е вид птица от семейство Campephagidae. Видът е почти застрашен от изчезване.

## Разпространение
Видът е разпространен в Демократична република Конго и Уганда.